# Un matematico legge i giornali
Un matematico legge i giornali è un saggio scritto dal matematico e divulgatore scientifico statunitense John Allen Paulos.
Edito per la prima volta negli Stati Uniti nel 1995 con il titolo A Mathematician Reads the Newspaper, è stato pubblicato in Italia solo nel 2009 dalla casa editrice Rizzoli.
Si tratta di una raccolta di brevi saggi in cui l'autore, immaginando di sfogliare un quotidiano nelle sue varie sezioni (dalla politica all'economia, dalle notizie locali a quelle sportive, fino alla scienza, le ricette e i necrologi), cerca di smascherare tramite l'uso della matematica e della statistica i trucchi che stanno alla base della disinformazione odierna.

## Edizioni
- John Allen Paulos, Un matematico legge i giornali: difendersi con la logica dai trucchi dell'informazione, traduzione di Roberta Zuppet, I ed., Rizzoli, 2009,  p. 303, ISBN 978-88-17-03551-4.